# Estática (mecánica)
La estática es la rama de la física que analiza los cuerpos en reposo: fuerza, par / momento y estudia el equilibrio de fuerzas en los sistemas físicos en equilibrio estático, es decir, en un estado en el que las posiciones relativas de los subsistemas no varían con el tiempo. Por extensión se denomina análisis estático al estudio de sistemas en los que existen efectos contrapuestos que mantienen el sistema en una configuración estable. 
La estática de cuerpos rígidos comprende muchos temas que también son importantes en otras áreas de la mecánica. Las condiciones de equilibrio son válidas en toda la estática, conceptos básicos como fuerza, momento, centro de área y centro de masa son comunes en toda la mecánica, mientras que los cojinetes, los sistemas de fuerza, el principio de corte y las reacciones de corte desempeñan un papel en toda la mecánica técnica. El modelo de cuerpo rígido y el axioma de volatilidad lineal se aplican en toda la mecánica de cuerpos rígidos.

## Estática en mecánica clásica
La primera ley de Newton implica que la fuerza neta y el par neto (también conocido como momento de fuerza) de cada organismo en el sistema es igual a cero. De esta limitación pueden derivarse cantidades como la carga o la presión. La red de fuerzas de igual a cero se conoce como la primera condición de equilibrio, y el par neto igual a cero se conoce como la segunda condición de equilibrio. 
Un cuerpo está en reposo cuando su velocidad es igual a cero y está en equilibrio cuando la aceleración es igual a cero.
El equilibrio puede ser de tres clases:
- Estable: Un péndulo, plomada o campana.(el centro de gravedad está por debajo del punto de suspensión)
- Inestable: Un bastón sobre su punta.(el centro de gravedad está por encima del punto de suspensión)
- Indiferente o neutro: Una rueda en su eje.(el centro de gravedad y punto de suspensión son coincidentes)

Se llama momento de una fuerza (Mf) con respecto a un eje de rotación al producto resultante de multiplicar la intensidad de la fuerza por la distancia que existe entre la recta de acción de la fuerza y el eje de rotación. A esta distancia se le llama brazo de la fuerza.

### Descripción general del tema

Una armadura formada por seis barras con dos fuerzas. Los tres pequeños círculos superiores simbolizan las articulaciones giratorias, los inferiores son cojinetes fijos en los que las varillas también pueden girar.

En los libros de texto de mecánica técnica existe un gran acuerdo sobre qué áreas temáticas pertenecen a la estática de cuerpos rígidos, sólo varía el orden. La fuerza como variable central suele introducirse al principio. A veces, el momento estrechamente relacionado (fuerza multiplicada por el brazo de palanca) se introduce inmediatamente después, pero a menudo sólo cuando es necesario para los sistemas de fuerzas generales. Los sistemas de fuerzas permiten combinar varias fuerzas en una resultante, dividir fuerzas individuales en varias fuerzas (especialmente aquellas que son paralelas a los ejes de coordenadas), comprobar si varias fuerzas están en equilibrio y calcular fuerzas desconocidas si lo están. las fuerzas están en equilibrio.
Los rodamientos son componentes que conectan los cuerpos con su entorno. A través de ellos actúan fuerzas sobre los cuerpos considerados. Estas fuerzas sólo emergen cuando los campos son eliminados mentalmente y reemplazados por estas fuerzas. Este reemplazo se llama corte libre.
Las máquinas y estructuras reales a menudo constan de varias partes ensambladas. Estos pueden recortarse mentalmente en cualquier punto (p. ej. en las articulaciones) y dividirse en varios subsistemas ( principio de corte ) para calcular las fuerzas desconocidas. Estos sistemas incluyen todas las estructuras de soporte. Las fuerzas o momentos en el interior de los cuerpos se denominan fuerzas internas. Son necesarios para la resistencia de los materiales, pero se pueden calcular utilizando la estática de cuerpos rígidos si los cuerpos están soportados estáticamente.
Otros temas incluyen la fricción y los centros de gravedad (centro de gravedad geométrico y centro de masa). La fricción también incluye la fricción estática para cuerpos estacionarios y la fricción deslizante para cuerpos en movimiento. El cálculo de los centros de gravedad es necesario para determinar la línea de acción de las fuerzas resultantes, especialmente si las fuerzas se distribuyen en volúmenes, superficies o líneas, como las fuerzas de presión (área) o las fuerzas de peso (volumen).

## Historia
Arquímedes (c. 287–c. 212 a. C.) hizo un trabajo pionero en estática.
Desarrollos posteriores en el campo de la estática se encuentran en trabajos de Thábit (826-901).
Hasta principios del siglo XVIII, la ley de Arquímedes de la palanca y el paralelogramo de fuerzas dominaron el desarrollo de la estática. La primera descripción correcta de la estática de pesos sobre un plano inclinado procede de Jordanus Nemorarius hacia 1250. En su descripción de la palanca, utiliza por primera vez el principio del trabajo virtual.
En el Renacimiento, el desarrollo se basó principalmente en la observación y la experimentación para resolver problemas de construcción de máquinas y estructuras (por ejemplo, la construcción por Leonardo da Vinci de un puente en arco sin elementos de unión). Sus experimentos mentales y los de Galileo sobre la teoría de la fuerza condujeron a la separación de la elastostática de la estática de los cuerpos rígidos. Galileo también especificó el concepto arquimediano de fuerza y utilizó el término momento para las fuerzas dirigidas arbitrariamente.
A partir de finales del siglo XVI, la estática ya no fue desarrollada por arquitectos y otros profesionales, sino por matemáticos y físicos. Antes de 1600, Simon Stevin ya utilizaba el paralelogramo de fuerzas y el desplazamiento virtual para resolver las fuerzas. En 1669, Gilles Personne de Roberval construyó una balanza con un paralelogramo que siempre estaba en equilibrio. A principios del siglo XVIII, Pierre de Varignon introdujo la ley de las palancas, el paralelogramo de fuerzas y el paralelogramo de fuerzas desarrollado por El principio de "velocidad virtual" de Bernoulli  a las condiciones de equilibrio que también pueden derivarse del sistema de Newton, que Leonhard Euler demostró en 1775. Las direcciones cinemática y geométrica de la estática fueron resumidas en 1788 por Joseph-Louis Lagrange en una síntesis en el principio de los desplazamientos virtuales. Louis Poinsot avanzó aún más en la formulación de la estática de los cuerpos rígidos con su teoría de los pares de fuerzas en 1803.

## Análisis del equilibrio

Esquema de fuerzas y momentos en una viga en equilibrio.

La estática proporciona, mediante el empleo de la mecánica del sólido rígido, solución a los problemas denominados isostáticos. En estos problemas, es suficiente plantear las condiciones básicas de equilibrio, que son:
- El resultado de la suma de fuerzas es nulo.
- El resultado de la suma de momentos respecto a un punto es nulo.

Estas dos condiciones, mediante el álgebra lineal, se convierten en un sistema de ecuaciones; la resolución de este sistema de ecuaciones es la solución de la condición de equilibrio.
Existen métodos de resolución de este tipo de problemas estáticos mediante gráficos, heredados de los tiempos en que la complejidad de la resolución de sistemas de ecuaciones se evitaba mediante la geometría, si bien actualmente se tiende al cálculo por ordenador.
Para la resolución de problemas hiperestáticos (aquellos en los que el equilibrio se puede alcanzar con distintas combinaciones de esfuerzos) es necesario considerar ecuaciones de compatibilidad. Dichas ecuaciones adicionales de compatibilidad se obtienen mediante la introducción de deformaciones y tensiones internas asociadas a las deformaciones mediante los métodos de la mecánica de sólidos deformables, que es una ampliación de la mecánica del sólido rígido que, además, da cuenta de la deformabilidad de los sólidos y sus efectos internos.
Existen varios métodos clásicos basados en la mecánica de sólidos deformables, como los teoremas de Castigliano o las fórmulas de Navier-Bresse.

## Sistemas de fuerza
Un sistema de fuerzas o grupo de fuerzas es una serie de fuerzas que actúan en un sistema: por ejemplo, todas las fuerzas que actúan sobre un puente, todas las fuerzas que actúan sobre un vehículo o sólo las que actúan sobre la transmisión. En el caso de los sistemas de corte libre, las fuerzas incluyen también las fuerzas de corte. Los sistemas de fuerzas permiten varias operaciones. Entre ellas, la combinación de varias fuerzas en una resultante y la determinación de fuerzas desconocidas mediante las condiciones de equilibrio. Esto permite comprobar si dos sistemas de fuerzas diferentes equivalencia estática son equivalentes, es decir, tienen el mismo efecto sobre un cuerpo. También es posible comprobar si un sistema de fuerzas está en equilibrio. Suponiendo que esté en equilibrio, se pueden calcular las fuerzas desconocidas.
Los sistemas de fuerzas se clasifican según dos criterios diferentes. Según el número de dimensiones, se distingue entre sistemas de fuerzas planos y espaciales. Según la aparición de momentos, se distingue entre sistemas de fuerzas centrales (sin momentos), en los que las líneas de acción de todas las fuerzas se cruzan en un único punto, y sistemas de fuerzas generales (con momentos), en los que las fuerzas no se cruzan en un único punto.

### Combinación y división de fuerzas

Paralelogramo de fuerzas.

Dos fuerzas con un punto de aplicación común pueden combinarse en una resultante usando el paralelogramo de fuerzas, que tiene el mismo efecto que las fuerzas individuales. Pueden combinarse más de dos fuerzas con un punto de acción común formando primero una resultante a partir de dos fuerzas y repitiendo después el proceso. A la inversa, una sola fuerza puede descomponerse en varios componentes que apuntan en direcciones específicas (por ejemplo, ejes de coordenadas).
Las fuerzas cuyas líneas de acción se cruzan en un punto común también pueden resumirse utilizando el paralelogramo de fuerzas. Para ello, primero se desplazan a lo largo de sus líneas de acción hasta el punto de intersección y se resumen allí. La descomposición funciona del mismo modo.
Si las líneas de acción no se cruzan en un único punto, las fuerzas pueden resumirse desplazándolas a un único punto. El desplazamiento paralelo a otra línea de acción da lugar a un momento de desplazamiento que debe tenerse en cuenta. El sistema formado por la fuerza resultante y el momento total se denomina dinamo. El momento puede eliminarse mediante el desplazamiento paralelo de la fuerza resultante. La magnitud, dirección y línea de acción de la fuerza resultante quedan entonces fijadas.
Un caso especial es el par de fuerzas. No puede resumirse en una fuerza resultante, pero puede sustituirse por su momento (sin fuerza resultante).

### Equilibrio
Un cuerpo está en equilibrio cuando la fuerza resultante y el momento resultante con respecto a cualquier punto son ambos cero. En un sistema de fuerzas plano que abarca exactamente una dirección horizontal y exactamente una dirección vertical, esto significa:
- La suma de todas las componentes de fuerza en la dirección horizontal es cero.
- La suma de todas las componentes de fuerza en la dirección vertical es cero.
- La suma de todos los momentos en el plano con respecto a cualquier punto es cero.

En el sistema espacial de fuerzas, existe un equilibrio de fuerzas y un equilibrio de momentos para cada dimensión. El equilibrio de fuerzas se aplica en cualquier dirección.
Estas condiciones de equilibrio pueden utilizarse para comprobar si una serie de fuerzas conocidas están en equilibrio. Si se sabe que un cuerpo no se mueve y sólo se conocen algunas de las fuerzas, las condiciones de equilibrio pueden utilizarse para calcular las fuerzas desconocidas. Dado que en el caso plano sólo pueden establecerse tres ecuaciones independientes, sólo pueden calcularse tres incógnitas para un solo cuerpo utilizando los métodos de la estática del cuerpo rígido. En el caso espacial, el resultado son seis ecuaciones e incógnitas para un solo cuerpo.
Si se desconocen más fuerzas, se requieren más ecuaciones, que entonces contienen deformacións y parámetros de material. Éstos son objeto de análisis estructural y resistencia de materiales. Para varios cuerpos que están conectados para formar un cuerpo mayor (por ejemplo, piezas individuales que se unen para formar conjuntos y módulos), se puede calcular un número correspondiente de incógnitas para cada cuerpo rígido (tres en el plano).

## Suma de fuerzas
Cuando sobre un cuerpo o mecánica del sólido rígido/sólido rígido actúan varias fuerzas que se aplican en el mismo punto, el cálculo de la fuerza resultante resulta trivial: basta sumarlas vectorialmente y aplicar el vector resultante en el punto común de aplicación.
Sin embargo, cuando existen fuerzas con puntos de aplicación diferentes es necesario determinar el punto de aplicación de la fuerza resultante. Para fuerzas no paralelas esto puede hacerse sumando las fuerzas dos a dos. Para ello se consideran dos de las fuerzas que trazan rectas prolongando las fuerzas en ambos sentidos y buscando su intersección. Esa intersección será un punto de paso de la fuerza suma de las dos. A continuación se substituyen las dos fuerzas por una única fuerza vectorial suma de las dos anteriores aplicada en el punto de intersección. Esto se repite n-1 veces para un sistema de n fuerzas y se obtiene el punto de paso de la resultante. En el caso límite del que se tengan n fuerzas paralelas puede emplearse el polígono funicular para hallar el punto de paso de la resultante.

## Aplicaciones
Por esta cuestión es que la estática resulta ser una materia indispensable en carreras y trabajos como los que llevan a cabo la ingeniería estructural, mecánica y de construcción, ya que siempre que se quiera construir una estructura fija, como ser, un edificio, en términos un poco más extendidos, los pilares de un rascacielos, o la viga de un puente, será necesario e indiscutible su participación y estudio para garantizar la seguridad de aquellos que luego transiten por las mencionadas estructuras.
La estática abarca el estudio del equilibrio tanto del conjunto como de sus partes constituyentes, incluyendo las porciones elementales de material.
Uno de los principales objetivos de la estática es la obtención de esfuerzos cortantes, fuerza normal, de torsión y momento flector a lo largo de una pieza, que puede ser desde una viga de un puente o los pilares de un rascacielos.
Su importancia reside en que una vez trazados los diagramas y obtenidas sus ecuaciones, se puede decidir el material con el que se construirá, las dimensiones que deberá tener, límites para un uso seguro, etcétera, mediante un análisis de materiales. Por tanto, resulta de aplicación en ingeniería estructural, ingeniería mecánica, construcción, siempre que se quiera construir una estructura fija. Para el análisis de una estructura en movimiento es necesario considerar la aceleración de las partes y las fuerzas resultantes. 
El estudio de la Estática suele ser el primero dentro del área de la ingeniería mecánica, debido a que los procedimientos que se realizan suelen usarse a lo largo de los demás cursos de ingeniería mecánica.

### Sólidos y análisis estructural
La estática se utiliza en el análisis de las estructuras, por ejemplo, en arquitectura e ingeniería estructural y la ingeniería civil. La resistencia de los materiales es un campo relacionado de la mecánica que depende en gran medida de la aplicación del equilibrio estático. Un concepto clave es el centro de gravedad de un cuerpo en reposo, que constituye un punto imaginario en el que reside toda la masa de un cuerpo. La posición del punto relativo a los fundamentos sobre los cuales se encuentra un cuerpo determina su estabilidad a los pequeños movimientos. Si el centro de gravedad se sitúa fuera de las bases y, a continuación, el cuerpo es inestable porque hay un par que actúa: cualquier pequeña perturbación hará caer al cuerpo. Si el centro de gravedad cae dentro de las bases, el cuerpo es estable, ya que no actúa sobre el par neto del cuerpo. Si el centro de gravedad coincide con los fundamentos, entonces el cuerpo se dice que es metaestable.
Para poder saber el esfuerzo interno o la tensión mecánica que están soportando algunas partes de una estructura resistente, pueden usarse frecuentemente dos medios de cálculo:
- La comprobación por nudos.
- La comprobación por secciones.

Para lograr obtener cualquiera de estas dos comprobaciones se debe tomar en cuenta la sumatoria de fuerzas externas en la estructura (fuerzas en x y en y), para luego comenzar con la comprobación por nudos o por sección. Aunque en la práctica no siempre es posible analizar una estructura resistente exclusivamente mediante las ecuaciones de la estática, y en esos casos deben usarse métodos más generales de resistencia de materiales, teoría de la elasticidad, mecánica de sólidos deformables y técnicas numéricas para resolver las ecuaciones a las que esos métodos llevan, como el popular método de los elementos finitos se puede utilizar en poleas.